# Peter Skinhøj
Peter Skinhøj (født 17. april 1943 i København) er dansk klinisk professor, overlæge og dr.med. Skinhøj er specialist i infektionssygdomme og er forfatter eller medforfatter til ca. 300 videnskabelige artikler om infektionsmedicinske emner, især vedrørende hepatitis, AIDS, meningitis og andre bakterielle sygdomme.
Han er søn af professor og rektor Erik Skinhøj, blev Cand.med. fra Københavns Universitet 1969, speciallæge i intern medicin 1979, fik diplom i tropemedicin i Liverpool 1981 og blev dr.med. fra Københavns Universitet 1981 på disputatsen Epidemiology of Viral Hepatitis. Han blev speciallæge i infektionsmedicin 1983, overlæge ved Epidemiafdeling M, Rigshospitalet i 1987 og året efter adm. overlæge samme sted. Han har siden 1989 været professor i intern medicin ved Det Sundhedsvidenskabelige Fakultet, Københavns Universitet, hvor han 1993-94 var prodekan.
Skinhøj har fra 1999 til 2009 været formand for AIDS-Fondet og var 1999-2004 medlem af Statens Sundhedsvidenskabelige Forskningsråd og 2002-10 medlem af Forskningsrådet for Udviklingsforskning. Han blev 16. november 2012 Ridder af 1. grad af Dannebrogordenen.